# غزالة (قرية فلسطينية)
غزالة هي قرية فلسطينية مهجرة في منطقة النقب الشمالي وتتبع إداريًا لمحافظة بئر السبع، وتبعد عنها 20كم. سميت بـ"غزالة"، لجمال طبيعتها وروعة المكان. تتكوّن القرية من مرتفعات وسهول قصيرة، وتنتشر فيها التلال والروابي. تحدّها من الشرق العراقيب، أم البقر، الباطل، ومن الغرب قاووقة، ومن الشمال خربة أبو منصور، سبالة، الشريعة، ومن الجنوب أبو سمارة. وتُقسم جغرافياً إلى جزأين بفعل سكة الحديد التي تمر من خلالها نحو الشمال. من أبرز عائلاتها: القريناوية، أبو مزغول، أبو العسل، أبو خطاب، أبو شنار، العيوطي، أبو كاشف، الخطاطبة، العايد ترابين، الديراوي، النقيز، أبو شبيث.

## إرث القرية التنويري
شهدت قرية غزالة في أواخر القرن الثامن عشر مركزًا مبكرًا للفكر التنويري والنهضة الثقافة وانطلاقة فريدة في مجالات الطب والتراث، تجلّت في شخصية الطبيبة حاكمة عايد ترابين، إحدى بنات القرية، التي درست طب العيون في بيمارستان المنصور قلاوون في مصر. عند عودتها إلى القرية، طرحت فكرة ثورية غير مألوفة في بيئتها تمثلت بالدعوة للحفاظ على مقتنيات الموتى من أفراد القبيلة داخل مكان مخصص، بدلًا من دفنها معهم، كما هي العادة. وبهذا التوجه أسست عام 1790 "متحف تراث من عبق التراب"، الذي يُعتبر أول متحف خاص في التراث الفلسطيني. احتضن المجتمع البدوي في القرية هذه الفكرة إيماناً منهم بأهمية الربط بين العقل والجسد، الماضي والحاضر، في سبيل مستقبل أكثر وعياً وتماسكاً. خلّدت قرية غزالة ذكرى طبيبتها الرائدة حاكمة ترابين بعد وفاتها، من خلال بناء "مقام الحاجة حاكمة" على قبرها، تقديراً لدورها الريادي في خدمة المجتمع المحلي، ثقافياً وصحياً. جمع المتحف مخزون هائل من المعدان والحلي والمقتنيات البدوية التراثية تخططت 15 الف قطعة.

## عن القرية ومعالمها
- في القرية كانت مدرسة حكومية اسست عام 1944، وتقع في الجهة الغربية من القرية في أراضي الحج خليل القريناوي وكانت عائلته تتكفل بكل مصاريف المدرسة. وقبلها كان الحياة التعليمية تقوم من خلال مدرسة كتاب وكتاتيب وهم إبراهيم القلاعي ومحمد المصري درسوا أبناء القرية والقرى المجاورة (اللغة العربية والحساب والقرآن).[4][5]
- قاعة القضاء العرفي لعرب العايد ترابين، التي كانت تفصل النزاعات العشائرية وتحكم وفق "أحكام البعشة" المعروفة.[6]

- في عام 1898، زار الرسام الشهير للإمبراطورية الروسية إيليا ريبين القرية ومتحفها، خلال رحلته إلى الأراضي المقدسة. تبرعت له عائلة عايد ترابين بخمسة عشر زيًا تقليديًا استخدمها في رسم مشاهد من فلسطين، ولا تزال محفوظة حتى اليوم في متحف أكاديمية الفنون في سانت بطرسبرغ.

## التهجير وجهود التوثيق
هجرت القرية بالكامل قبل سقوط مدينة بئر السبع عام 1948، وشتت العائلات بين غزة والأردن وجزء صغير من العائلات بقي بالبلاد.
أعاد باحثون وأكاديميون رسم ملامح غزالة بمساعدة فريق ميداني، منهم الباحث متحف عايد ترابين، المؤرخ مصطفى كبها، وموسى الحجوج، والمهندس سامر الزعبي، ليخرجوا بخريطة جغرافية موثقة للقرية بالتعاون مع الباحث علي أبو ريا، مؤلف "خرائط فلسطين التاريخية".